# Apothekenpersonal
Das Apothekenpersonal umfasst in Deutschland gemäß der Apothekenbetriebsordnung (ApBetrO) das pharmazeutische und das nichtpharmazeutische Personal einer Apotheke.

## Pharmazeutisches Personal

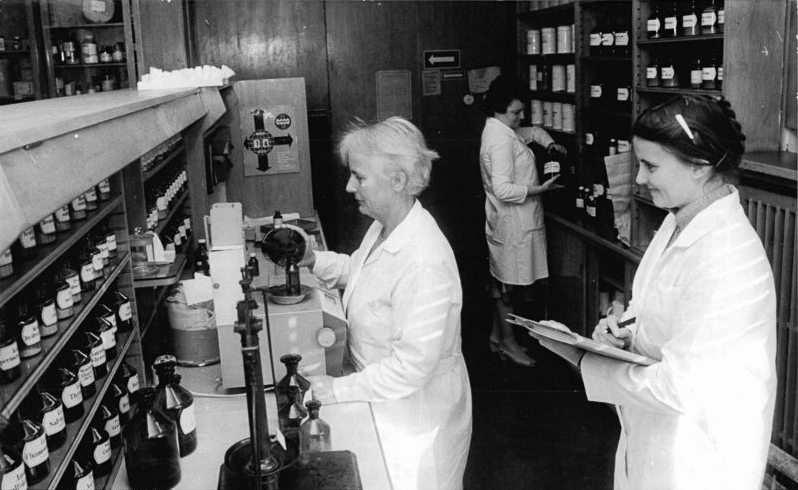
Hier überwacht eine Apothekerin von der Apothekeninspektion (rechts) in der Schweriner Fritz-Reuter-Apotheke die Entnahme von Proben durch die Pharmazieingenieurin (links).

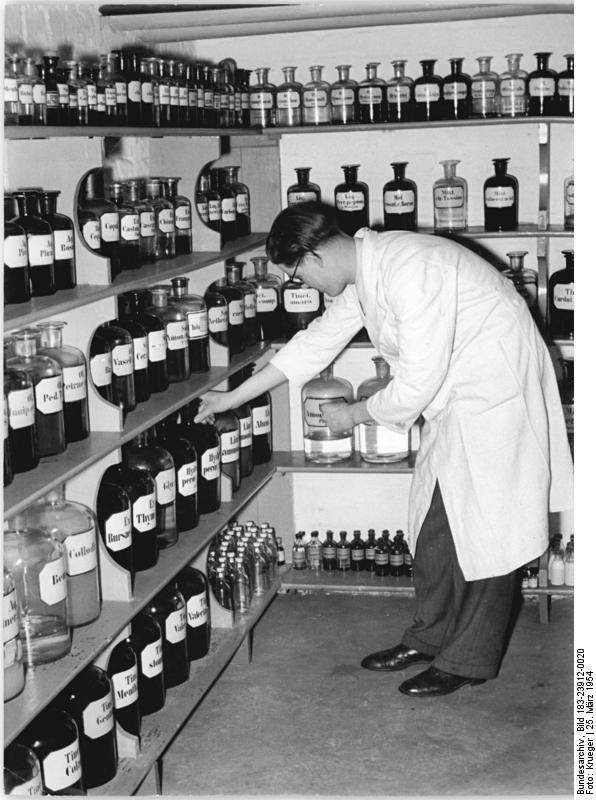
Apothekenassistent überprüft die Vorräte im Arzneikeller, „Märkische Apotheke“ Königs Wusterhausen.

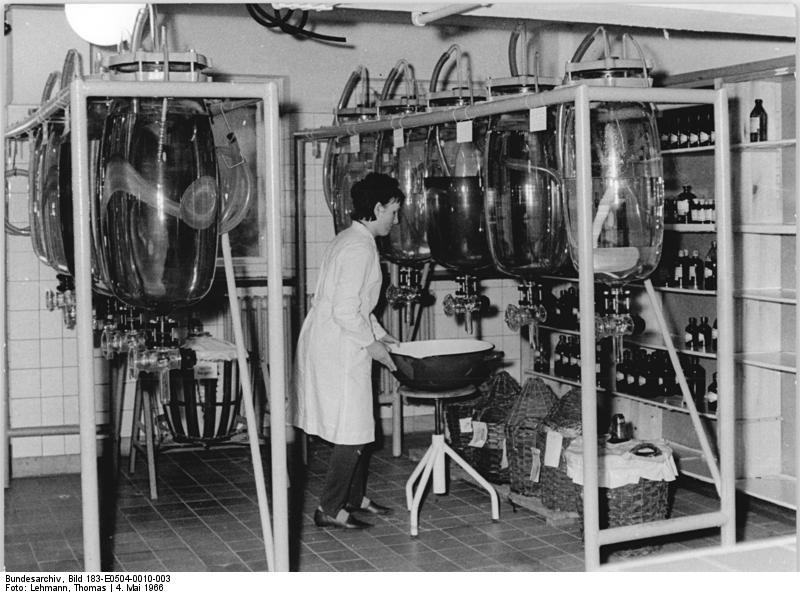
Apothekenhelferin beim Abfüllen einer Lösung im Arzneikeller der Universitätsapotheke der Ernst-Moritz-Arndt-Universität in Greifswald (1966)

Zum pharmazeutischen Personal gehören folgende Berufsgruppen:
- Apotheker
- Personen, die sich in der (universitären) Ausbildung zum Apotheker befinden, also insbesondere Pharmaziepraktikanten (auch Pharmazeuten im Praktikum genannt) und andere Pharmaziestudenten
- Apothekerassistenten [veraltetes Berufsbild, daher nur noch vereinzelt anzutreffen]
- Pharmazeutisch-technische Assistenten (PTAs)
- Personen, die sich in der Berufsausbildung zum PTA befinden

Pharmazeutische Berufe in der DDR:
- Pharmazieingenieure
- Apothekenassistenten
- Pharmazeutische Assistenten

Pharmazeutische Aufgaben darf nur das pharmazeutische Personal durchführen. Nach § 3 ApBetrO sind dies ausschließlich folgende Tätigkeiten:
- Entwicklung, Herstellung, Prüfung und Abgabe von Arzneimitteln
- Information und Beratung über Arzneimittel
- bei krankenhausversorgenden Apotheken (ggf. über die anderen Punkte hinaus): Überprüfung bzw. Überwachung der Arzneimittelvorräte des angeschlossenen Krankenhauses

Die Durchführung pharmazeutischer Arbeiten bedarf grundsätzlich der Aufsicht eines Apothekers; ausgenommen sind hierbei jedoch Apothekerassistenten und Pharmazieingenieure, die „unter Verantwortung“ (Zitat) eines Apothekers weitgehend selbständig arbeiten dürfen. Auch PTAs dürfen unter Aufsicht eines Apothekers Arzneimittel abgeben (im Gegensatz zu Pharmazeutisch-kaufmännischen Angestellten (PKAs); s. u.).

## Nichtpharmazeutisches Personal

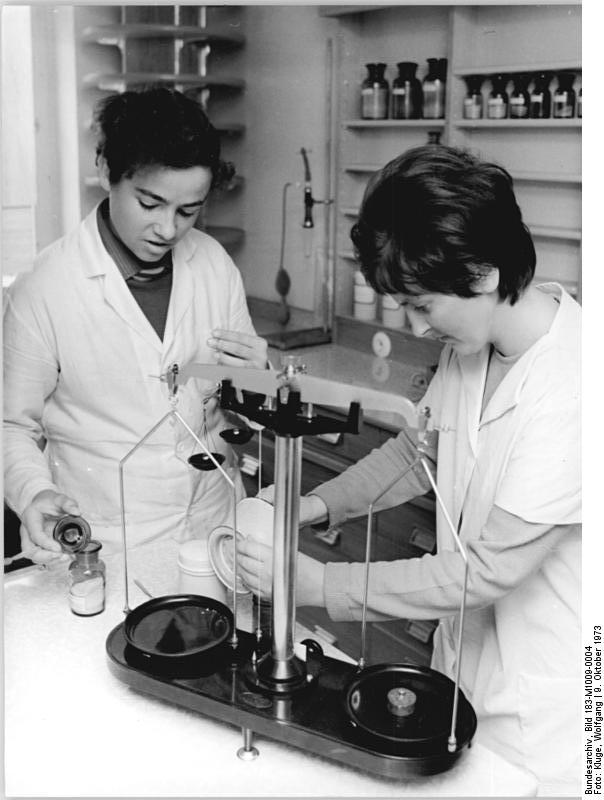
Apothekenfacharbeiter stellen Medizin her (1973)

Nichtpharmazeutisches Personal sind alle anderen in der Apotheke Beschäftigten, also vor allem
- Pharmazeutisch-kaufmännische Angestellte (PKAs),
- Apothekenhelfer [PKA-Vorgängerberuf (bis 1993)] und
- Apothekenfacharbeiter [DDR-Beruf].

Bei pharmazeutischen Aufgaben darf nichtpharmazeutisches Personal nur begrenzt hinzugezogen werden. Zu diesen wenigen erlaubten Tätigkeiten zählen unter anderem
- die Unterstützung der pharmazeutischen Kollegen bei der Herstellung und Prüfung von Arzneimitteln und
- die Kontrolle von Arzneimittelvorräten in Altenheimen.

## Apothekenleitung
Die ApBetrO regelt ebenfalls die Position des Apothekenleiters, welcher ein approbierter Apotheker sein muss. Dieser darf grundsätzlich
- bis zu vier Wochen im Jahr von einem Apothekerassistenten oder Pharmazieingenieur[1] oder
- bis zu drei Monate von einem anderen Apotheker[2]

vertreten werden (→ Stellvertretung (Deutschland)). Die Vertretung darf am Stück oder auch in mehreren Zeitintervallen erfolgen. Apothekerassistenten und Pharmazieingenieure dürfen allerdings nur dann als Vertreter tätig werden, wenn
1. kein Apotheker zur Verfügung steht,
2. sie bei Antritt der Vertretung mindestens sechs Monate Berufserfahrung in einer öffentlichen Apotheke vorweisen können sowie
3. hinsichtlich ihrer Kenntnisse, Fertigkeiten und Zuverlässigkeit geeignet sind[3].

Die Berufserfahrung (2.) gilt nur als erbracht, wenn die Tätigkeit während dieser Zeit hauptberuflich ausgeübt wurde, meint hier: mit einem zeitlichen Umfang von mehr als der Hälfte der tariflich vorgegebenen Wochenarbeitszeit innerhalb der letzten zwölf Monate vor Antritt der Vertretung.
Um zeitweilige Vertretungsbedarfe abdecken zu können, arbeiten Apotheker, PTAs oder PKAs ohne Leitungsfunktion oft auf freiberuflicher Basis. Solche Vertretungsdienstleistungen werden durch verschiedene Anbieter vermittelt.
Ausnahmen vom Vertretungsrecht der Apothekerassistenten und Pharmaingenieure
Apothekenleiter a) einer Hauptapotheke von einer oder mehreren Filialapotheken („Erlaubnisträger“) oder b) von einer krankenhausversorgenden Apotheke dürfen sich dagegen ausschließlich von einem anderen approbierten Apotheker vertreten lassen.

### Anzeigepflicht
Eine Vertretung in der Apothekenleitung durch Apothekerassistenten oder Pharmazieingenieure ist – außer bei lediglich stundenweiser Vertretung – der zuständigen Aufsichtsbehörde anzuzeigen. Diese kann Nachweise darüber verlangen, dass es sich um einen Ausnahmefall handelt.

## Weitere Regelungen
Neben der Qualifikation bezüglich der Berufsausbildung regelt die ApBetrO auch andere grundsätzliche Anforderungen an das in der Apotheke beschäftigte Personal. So darf ein Mitarbeiter beispielsweise nur so eingesetzt werden, wie es seinen jeweiligen Fertigkeiten und Kenntnissen entspricht. Des Weiteren muss er über Kenntnisse hinsichtlich der geltenden Rechtsvorschriften verfügen, und alle Mitarbeiter müssen der deutschen Sprache mächtig sein.
Im Übrigen muss in jeder Apotheke (egal, ob es sich um eine öffentliche oder um eine Krankenhausapotheke handelt) so viel Personal beschäftigt werden, „wie erforderlich“.